# Пахомій (Подлузький)
Пахомій (Подлузький) (*д/н —†д/н) — український церковний діяч, професор, ректор Києво-Могилянської академії.

## Життєпис
Про місце та дату народження немає відомостей. Освіту здобув у Києво-Могилянській академії в 1660-х роках. Незабаром після цього стає ігуменом Київського Видубицького монастиря. У вересні 1690 року обрано ректором Києво-Могилянської академії. Під час своєї каденції зміцнив матеріальне становище монастиря й академії. Одночасно з посадою ректора зайняв місце ігумена Київського Братського монастиря. Мав добрі стосунки з гетьманом І.Мазепою. Останній універсалом від 4 серпня 1691 року на прохання Подлузького затвердив за Братським монастирем усі дворові місця в Києві, придбані протягом тривалого часу, крім того, села в Остерській сотні: Позняки, Карпилівку з присілками Косачівкою й Лутавою, сільце Виповзів, Остерську греблю з млинами, а також наданий Братському монастирю від жителя Івангорода Ніжинського полку Данила Чернеця двір з городом, полем, гаєм, сінокосом, пасікою й озером.
З метою отримання царських грамот на придбані маєтності Подлузький з відома Івана Мазепи й В.Ясинського, митрополита Київського, Галицького, послав у 2-й половині 1691 року до Москви депутацію, в складі якої були: небіж І.Мазепи, студент філософії І.Обидовський, його вчитель Михайло Дорогомирецький, вчитель філософії Іполит Зарубецький, ієромонах Братського монастиря Парфеній, вчителі 3.Корнилович і М.Орловський, ще два студенти і «христовий піп» Василь Філінський. Очолив депутацію префект С.Озерський. Депутати склали царям Івану V і Петру I «достодолжное желательство и благоприветства» та піднесли панегірик з богословськими й філософськими тезами й гравюрами на знак високих досягнень Києво-Могилянської академії у визначених науках. Крім того, передано реєстр маєтностей Братського монастиря на затвердження. Але депутація повернулась ні з чим. Доля після 1691 року не відома.